# Elbrist
Elbrist eller elenergibrist är det förhållandet att det över lång tid inte produceras tillräckligt med el. Den liknar andra företeelser:
- Effektbrist eller eleffektbrist är när det momentant inte produceras tillräckligt med el för att möta förbrukningen.[2] Det kan leda till behov av manuell frånkoppling av elförbrukning.
- Kapacitetsbrist eller nätkapacitetsbrist är när det inte finns tillräcklig kapacitet i elnätet för att överföra elenergin från den plats där den produceras till förbrukarna.[2]

I Sverige råder sedan en tid tillbaka både elöverskott och samtidigt elbrist i delar av landet. Globala IT-jättar har erbjudits förmånliga skatteregler av Sveriges regering i syfte att locka dem att etablera serverhallar i Sverige. De serverhallar som därefter har etablerats förbrukar mycket el. Svenska Kraftnät som ansvarar för elnätet i Sverige har varnat för riskerna för elbrist.